# Ferdinand Regelsberger

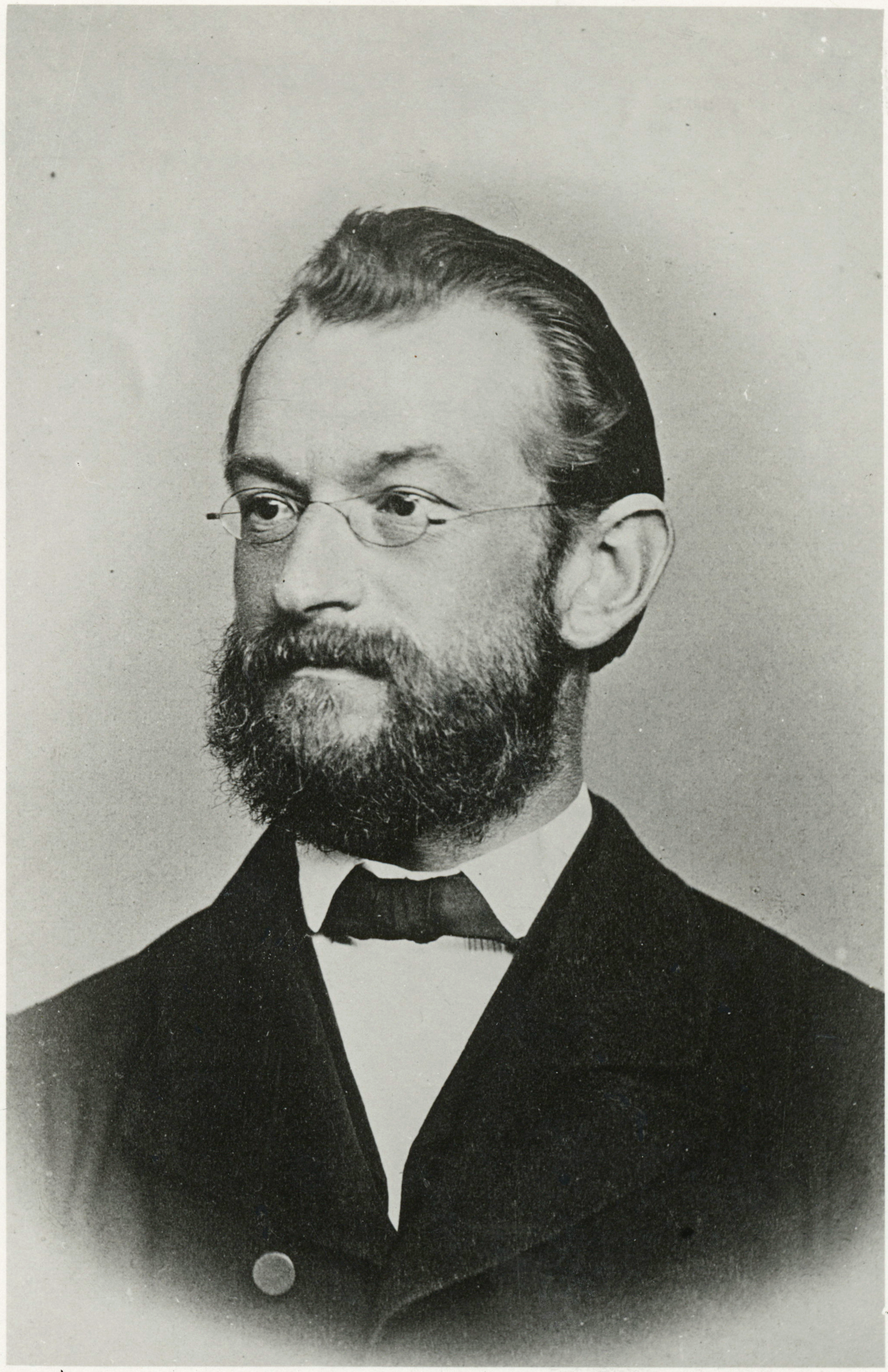
Ferdinand Regelsberger

Aloys Ferdinand Friedrich Woldemar Regelsberger, född den 10 september 1831 i Gunzenhausen, Bayern, död den 28 februari 1911 i Göttingen, var en tysk rättslärd. 
Regelsberger blev 1857 juris doktor och 1858 privatdocent i Erlangen, 1862 extra ordinarie och 1863 ordinarie professor i Zürich samt kallades till professor 1868 i Giessen (efter Rudolf von Jhering), 1872 i Würzburg, 1881 i Breslau och 1884 i Göttingen. Bland alstren av hans omfattande, mycket högt ansedda författarverksamhet på privaträttens område kan nämnas Zur Lehre vom Altersvorzug der Pfandrechte (1859), Civilrechtliche Erörterungen I (1868), Das bayerische Hypothekenrecht (1874-77; 3:e upplagan 1897; ingår i Viktor von Meiboms "Deutsches Hypothekenrecht"), Die Handelsgeschäfte, allgemeine Grundsätze (1882; i Wilhelm Endemanns "Handbuch des deutschen Handels-, See- und Wechselrechts"), Pandekten I (1893; i Karl Bindings "Systematisches Handbuch der deutschen Rechtswissenschaft"), liksom åtskilliga bidrag till Jherings "Jahrbücher für die Dogmatik des bürgerlichen Rechts", för vilken tidskrift Regelsberger stod som medutgivare och i vilken (serien 2, band 24) Paul Knoke har skrivit hans nekrolog.